# Dänisch-osttimoresische Beziehungen
Die dänisch-osttimoresischen Beziehungen beschreiben das zwischenstaatliche Verhältnis von Dänemark und Osttimor.

## Geschichte
Mit der IWGIA gab es in Dänemark eine Nichtregierungsorganisation, die sich für die Unabhängigkeit Osttimors von Indonesien einsetzte. 2003 erfolgte die Aufnahme diplomatischer Beziehungen zwischen Dänemark und Osttimor.
Dänemark beteiligte sich bei der Übergangsverwaltung der Vereinten Nationen für Osttimor (UNTAET),  der Unterstützungsmission der Vereinten Nationen in Osttimor (UNMISET), dem Büro der Vereinten Nationen in Osttimor (UNOTIL) und der Integrierten Mission der Vereinten Nationen in Timor-Leste (UNMIT). Der dänische Diplomat Finn Reske-Nielsen war von 1999 bis 2002 UN Resident Coordinator und UNDP Resident Representative und von 2006 an stellvertretender UN-Sonderbeauftragter für Osttimor und stellvertretender Chef der UNMIT, bis er 2012 selbst UN-Sonderbeauftragter für Osttimor wurde.
2012 entsandte Dänemark im Rahmen der EU-Wahlbeobachtermission Personal zu den Wahlen in Osttimor.

## Diplomatie

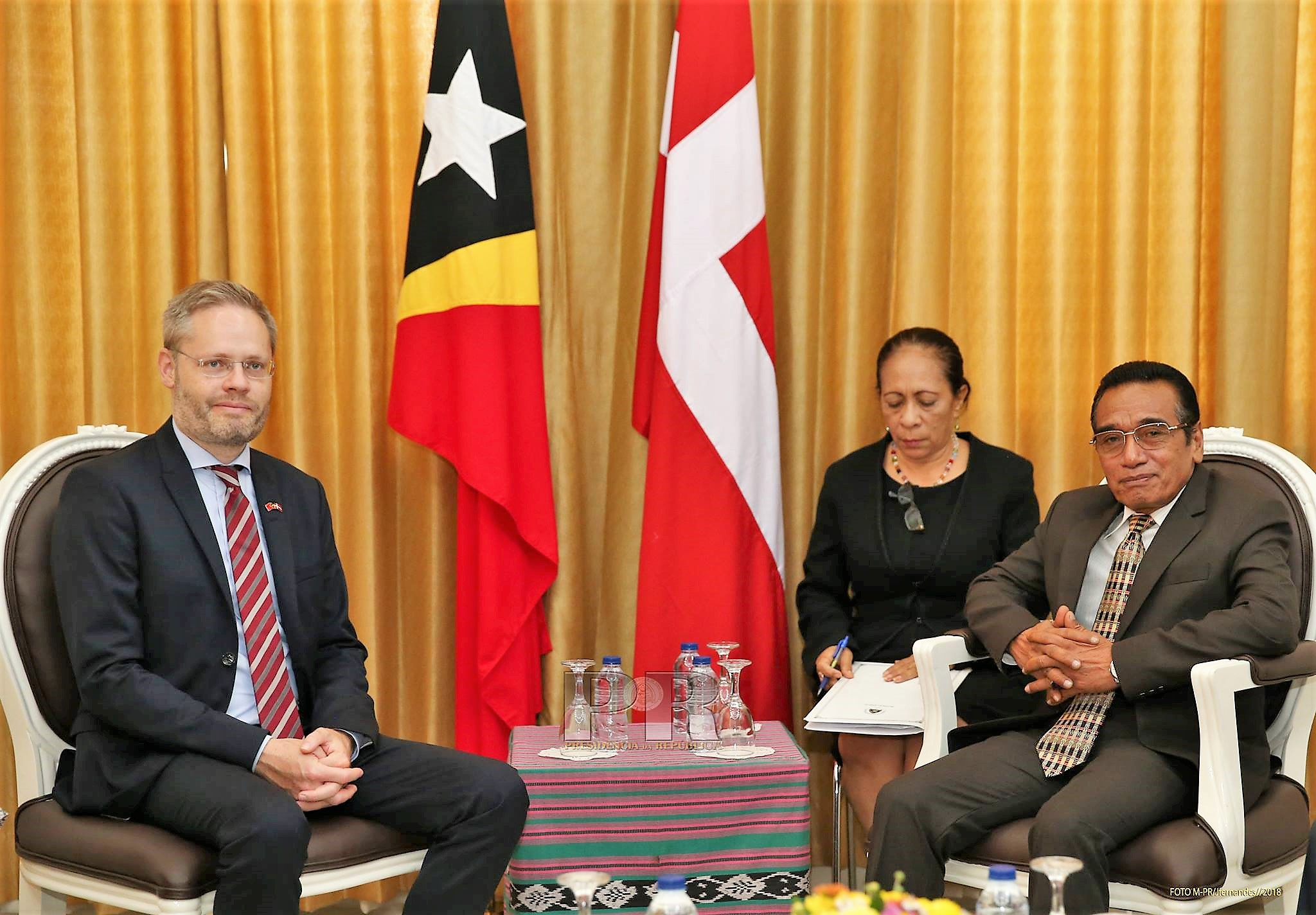
Botschafter Rasmus Abildgaard Kristensen und Präsident Francisco Guterres (2018)

Dänemark wird in Dili durch seinen Botschafter in Jakarta vertreten.
Osttimor unterhält keine diplomatische Vertretung in Dänemark. Zuständig ist der osttimoresische Botschafter in Brüssel.

## Wirtschaft
Während das Statistische Amt Osttimors für 2016 keine Handelsbeziehungen zwischen Osttimor und Dänemark angab, registriere es für 2018 Importe aus Dänemark im Wert von 324.000 US-Dollar, womit Dänemark auf Platz 32 der Herkunftsländer liegt. Dazu kommt noch der Import eines Fahrzeuges nach Osttimor im Wert von 62.448 US-Dollar aus Grönland.

## Einreisebestimmungen
Staatsbürger Osttimors sind von der Visapflicht für die Schengenstaaten befreit. Auch dänische Staatsbürger genießen Visafreiheit in Osttimor.